# Kraftwerk Korneuburg
Das Kraftwerk Korneuburg ist ein Standort der Energieerzeugung in der niederösterreichischen Gemeinde Langenzersdorf, in unmittelbarer Nähe zur Gemeindegrenze von Korneuburg. Er besteht aus einem 1958 errichteten kalorischen Kraftwerk mit zwei Blöcken (EVN-Block und Verbund-Block) und einem 1995 errichteten Biomasse-Heizwerk der EVN AG.

## Kalorisches Kraftwerk
Beim EVN-Kraftwerksblock Korneuburg wurden 1958 zum ersten Mal in Österreich ein Dampfturbinen- und ein Gasturbinenkraftwerk kombiniert. Die Dampfturbine wird mittels Hoch- und Niederdruckdampf betrieben. Die höchste elektrische abgegebene Leistung beträgt 154 MW (170 MW im Winter), der Kamin ist 50 Meter hoch. Seit dem 2011 beschlossenen Atomausstieg Deutschlands fungiert er als Kaltreserve für das deutsche Stromnetz, wodurch hochpreisiger, börsengehandelter Spitzenstrom produziert werden kann. Bei der Kältewelle 2012 wurde der Block wieder ans Netz genommen.
Das Kraftwerk erzeugt primär nur dann Strom, wenn zu wenig Wind- und Sonnenkraftanlagen ins Netz einspeisen oder es aus netztechnischen Gründen erforderlich ist, also zum Beispiel zur Netzstabilität in Ostösterreich oder als Reservekapazität für den süddeutschen Raum. Das Kraftwerk wird daher in den nächsten Jahren noch zur Ermöglichung des Systemumbaus in Richtung erneuerbare Energie benötigt.
Der Verbund-Block – der Kamin ist 160 Meter hoch – hat eine elektrische Leistung von rund 285 MW und wurde bis in die 1980er Jahre mit Schweröl durch die VERBUND Thermal Power GmbH & Co KG betrieben, danach als Reservekraftwerk eingemottet und 1999/2000 stillgelegt. Das Heizöl wurde per Donauschiff oder per Bahn angeliefert.
Gemeinsam genutzte Einrichtungen beider Kraftwerksblöcke sind:
- Siebhaus
- Pumpenhaus
- Löschwasserteich
- Werkstätten
- Sozialräume
- Betriebsfeuerwehr (mit Ende des ATP-Betriebes: Übernahme der Betreuung durch die Freiwillige Feuerwehr Langenzersdorf)

## Biomasseheizwerk
Im Jahre 2015 wurde am Areal ein Biomasseheizwerk der EVN errichtet. Es verwandelt Waldhackgut aus der Region in nachhaltig erzeugte und umweltfreundliche Wärme für Haushalte, Betriebe und öffentliche Einrichtungen in Korneuburg und Bisamberg. Pro Jahr werden in der Anlage rund 30.000 Schüttraummeter Hackgut (10 LKW pro Woche) aus der Region verheizt.
Der mit Biomasse arbeitende Heizkessel hat eine Leistung von 4.800 kW und wurde gemeinsam mit einem Pufferspeicher zur Abdeckung der Stundenspitzen installiert. Daneben steht ein mit Erdgas betriebener Heizkessel mit 10.000 kW Leistung als Ausfallreserve während Wartungsarbeiten und zur Spitzenlastabdeckung an sehr kalten Wintertagen zur Verfügung. Der Betrieb läuft fernüberwacht und voll automatisch.
Die Rauchgasreinigungsanlage filtert 99,9 % des Staubes aus der Abluft und vermeidet dadurch die Belastung durch sonst verwendete Einzelheizanlagen.

## Netzanbindung
Die Einspeisung der erzeugten Elektrizität erfolgt über Freileitungen zum nahe gelegene Umspannwerk Bisamberg der Austrian Power Grid (APG) und zum Bahnstrom-Umformerwerk Auhof der ÖBB Infrastruktur AG.
Das seit dem Jahr 1977 bestehende und vom Kraftwerk Korneuburg gespeiste Fernwärmenetz wurde in den letzten Jahren durch die EVN Wärme auf rund 9 km Länge erweitert und wird inzwischen durch das Biomasseheizwerk versorgt.